# 范运杰
范运杰（1972年4月29日—），河南郑州人，中国女子足球运动员，司职中后卫，曾担任中国女子国家队队长。她在1996年夏季奥林匹克运动中，参加了女子足球并获得银牌。1999年获得女足世界杯亚军。